# 데마에잇쵸
데마에잇쵸(일본어: 出前一丁)는 닛신식품에서 개발한 라면이다.
1969년 일본에서 처음 소개되었고 이듬해 홍콩 시장에 진출했다. 그 이후로 다양한 맛으로 홍콩에서 가장 인기 있는 인스턴트 라면 브랜드 중 하나가 되었다.